# Овчаренко Василь Іванович
Василь Іванович Овчаренко (англ. Vasyl Ovcharenko, нар. 1 серпня 1889, Ніжин — пом. 4 жовтня 1974 р. Маямі, Флорида, США) — український та американський композитор.

## Біографія
Композитор народився 1 серпня 1889 у місті Ніжин.
Навчався у Харківському музичному училищі у класі Гуго Гека (1912). Здобув освіту в Харківській консерваторії, а потім у Московській консерваторії, де закінчив з медаллю як диригент та валторніст.
Працював оркестрантом у симфонічному оркестрі в Тбілісі. Працював викладачем Харківської консерваторії, диригував хорами, певний час був регентом церковного хору Св. Софії в Києві.
Під час Другої світової війни, навесні 1943 року виїхав з країни. У Німеччині грав у симфонічному оркестрі під керівництвом Кіра Кукловського. Після війни, у 1949 році переїхав з дружиною Євгенією в США і поселився в Маямі. Працював музикантом у симфонічному оркестрі.

## Характеристики творчості
Композитор широко використовував український народний мелос у своїх творах. Чимало твори для духового оркестру видавалося в Москві та в Харкові до війни. На еміграції зацікавився оперною творчістю, пов'язаною з народною музикою.
У США зумів налагодити контакти з українськими мистцями, зокрема з професором філії Українського музичного інституту у Філадельфії Юрієм Оранським. Пізніше композитор оркестрував кантату «Мазепа» Миколи Фоменка.
1968-го Василь Овчаренко познайомився з поетом Леонідом Полтавою, і того ж року побачила світ їхня оперета «Лісова царівна».
Прем'єра опери «Лис Микита» відбулася у Філадельфії 18 жовтня 1970 року в залі «Академі од мюзик». Головні партії опери співали Наталія Андрусів, Лев Рейнарович, Наталя Оранська, Омелян Гельбік, Володимир Карпинич, Катруся Оранська під диригентури Юрія Оранського. Опера показувалася ще в Нью-Йорку, Пітсбурґу та Чикаґо.
Важко захворів через місяць після смерті дружини. Його було поміщено до лікарні, а потім — до американського будинку «Фер Гевенс Сентер», де він і помер 4 жовтня 1974 року.

## Вшанування
У 1989 році 100-ліття від дня народження Василя Овчаренка відзначали члени та прихильники Асоціації українських дириґентів і композиторів Нью-Йорка.

## Твори
- «Українська симфонія»
- «Сюїта для оркестри»
- «Пісні на слова Т. Шевченка»
- «Три фортепіанні етюди»
- «Скерцо»
- «Стрілецька»
- «Веснянки»
- «Увертюра на українські народні теми»
- «Мелодія для скрипки з фортепіано»
- марші «Західна Україна», «Похідний»
- танці «Аркан», «Коломийка»
- пісні «Дитяча молитва» (сл. — К. Перелісна), «Материнська колискова» (сл. — Л. Полтава), «Колискова» (сл. — Герасим Соколенко)
- дитячу оперу на 5 картин «Лис Микита» за мотивами І. Франка (ред. Л. Полтава)
- оркестровка опери «Пан Коцький» М. Лисенка
- опера «Лісова царівна» Л. Полтави
- закінчення та оркестровка опери «Чарівна сопілка» Ярослава Баранича

## Видання нот
- Фантазія на теми з опери «Тарас Бульба» М. Лисенка [Ноти] / В. Овчаренко = Eine Fantasie über Motive aus der Oper «Taras Bulba von N. Lyssenko» / B. Owtscharenko; N. Lyssenko: [для духового орк.]. — [Партитура]. — Х. : Державне видавництво України, 1928. — 58 с.
- Західня Україна [Ноти]: теми галицькі, гуцульські: [для духового орк.] / В. Овчаренко = West-Ukraine: nach den galizischen, huzulischen Liedern / B. Owtscharenko. — [Партитура]. — Х. : Державне видавництво України, 1929 . — 14 с.
- Похідний марш пам'яти Леніна [Ноти] / В. Овчаренко = Marsch Lenins-gedächtis / B. Owtscharenko: [для духового орк.]. — Х. : Державне видавництво України, 1929. — 12 с.
- Три етюди [Ноти]: [для фп.] / В. Овчаренко. — [Х.]: Державне видавництво України, друк. 1930. — 8 с.
- Увертюра на українські народні теми [Ноти]: [для духового орк.] / В. Овчаренко. — [Партитура]. — [Х.]: ДВОУ «Література і мистецтво», 1931. — 37 с.
- Фраґменти з п'єси «Гайдамаки» [Ноти]: [для духового орк.] / К. Стеценко [автор музики] ; [інстр. для симф. орк.] Р. Глієр, Н. Пруслін ; оркестрував [для дух. орк.] В. Овчаренко. — [Партитура]. — [Х.]: ДВОУ «Література і мистецтво», 1931. — 32 с.
- Комсомолець [Ноти]: похідний марш для духової оркестри / М. Коляда ; інструментував Овчаренко. — [Партитура]. — [Х.]: ДВОУ Література і мистецтво, 1931. — 12 с.
- Комсомольська похідна [Ноти]: для духової оркестри та співу / М. Коляда ; інструментував В. Овчаренко ; слова І. Шевченка. — 2-е вид. — [Партитура]. — [Х.]: ДВОУ Література і мистецтво, 1931. — 3 с.
- Масовий танок [Ноти]: [для духового орк.] / М. Коляда ; оркестрував В. Овчаренко ; [орк. В. Овчаренко]. — [Партитура]. — [Х.]: ДВОУ Література і мистецтво, 1931. — 7 с.
- Колгоспівська [Ноти]: [для духового орк. зі співом] / Т. Шутенко ; оркестрував В. Овчаренко ; ред. О. В. Берндт ; худож. Б. П. Бланк. — [Партитура]. — Х. : ДВОУ «Мистецтво», 1932 (6-та друк. УПП ДВОУ) . — 7 с.
- Комсомольська реконструктивна [Ноти]: масовий спів з оркестрою [духових інстр.] / Ф. Богданов ; оркестрував В. Овчаренко ; [автор слів] І. Гончаренко. — Х. : ДВОУ «Мистецтво», 1932. — 5 с.
- Вартуй [Ноти]: [для духового орк. зі співом] / Л. Адам'ян ; [орк. В. Овчаренко ; рос. текст Т. Сикорської, С. Болотіна, укр. текст Роговик ; ред. Я. Я. Полфьоров, худож. Б. П. Бланк]. — Партитура. — Х. : ДВОУ «Мистецтво», 1933 . — 5 с.
- Пісня воєнморів [Ноти]: [для духового орк. зі співом] / В. Борисов ; оркестрував В. Овчаренко ; слова Френкеля. — [Партитура]. — [Х.]: ДВОУ «Мистецтво», 1933. — 6 с.
- Марш Червоної повітрофльоти [Ноти]: масовий спів з оркестрою [духових інстр.] / М. Коляда ; оркестрував В. Овчаренко ; слова І. Френкеля ; укр. перекл. О. Варавви ; [ред. О. В. Берндт ; худож. Б. П. Бланк]. — [Партитура]. — Х. : ДВОУ «Мистецтво», 1933
- Ой у полі та вітер віє… [Ноти]: українська народна пісня для чотириголосого хору [без супроводу] / В. Овчаренко. — Х. : Державне видавництво «Мистецтво», друк. 1934. — 3 с.
- Черінь Г. Наш Лис Микита / Ганна Черінь // Наш театр: Книга діячів українського театрального мистецтва: 191б-1991. Том II. / Редкол.: О. Лисяк, Г.Лужницький (гол. ред.), Л.Полтава та ін. — Нью-Йорк; Париж; Сідней; Торонто: Об'єднання мистців української сцени (ОМУС), 1992. — С.634-636. [дитяча опера В.Овчаренка]. Скорочений передрук за: Молода Україна (Канада). — 1971. — січень.